# أندرس فوغ راسموسن
أندرس فوغ راسموسن (بالدنماركية: Anders Fogh Rasmussen) (26 يناير 1953 - )، سياسي دانماركي اختير في 5 أبريل 2009 لتولي منصب الأمين العام لحلف شمال الأطلسي - الناتو وتسلم مهامه رسمياً في أغسطس 2009. وكان قبلها قد تولى رئاسة وزراء الدانمارك من 27 نوفمبر 2001 إلى 5 أبريل 2009 تاريخ اختياره لأمانة الناتو. كما أنه كان يتولى رئاسة حزب اليسار الدنماركي ذو التوجة الليبرالي.
تولى رئاسة الوزراء منذ نوفمبر 2001 بعد أن هزم تكتله مع الحزب المحافظ وحزب الشعب الدنماركي المتطرف الحزب الاشتراكي في انتخابات عام 2001، ونجح التكتل في الحفاظ على السلطة في انتخابات عام 2004 وبهذا استطاع تحقيق انتصار تاريخي لحزبه اليساري وتكتله.
عارض الأتراك ترشحه لقيادة الناتو ولكن جرى اعطاؤهم تطمينات أمريكية يسرت ترؤسه للحلف.

## ميلاده وحياته
ولد في مدينة كينغوب سوين في جزيرة جورسلند ونشأة وترعرع في مدينة هوفيذنك الزراعية الصغيرة وتقع بين مدينتي غنس وفيبورك أي بين شرق ووسط جزيرة يولند. وهو حاصل على شهادة الماجستير في علوم الاقتصاد.

## العائلة
متزوج من أنا مييتا غاسموسن التي تعمل مربية في رياض الأطفال وله منها 3 أبناء.

## روابط خارجية
- أندرس فوغ راسموسن على موقع IMDb (الإنجليزية)
- أندرس فوغ راسموسن على موقع الموسوعة البريطانية (الإنجليزية)
- أندرس فوغ راسموسن على موقع مونزينجر (الألمانية)
- أندرس فوغ راسموسن على موقع إن إن دي بي (الإنجليزية)
- أندرس فوغ راسموسن على موقع قاعدة بيانات الفيلم (الإنجليزية)